# 1851 en architecture
| Années de l'architecture : 1848 - 1849 - 1850 - 1851 - 1852 - 1853 - 1854    |
| Décennies de l'architecture : 1820 - 1830 - 1840 - 1850 - 1860 - 1870 - 1880 |

Cet article présente les faits marquants de l'année 1851 en architecture.

## Réalisations

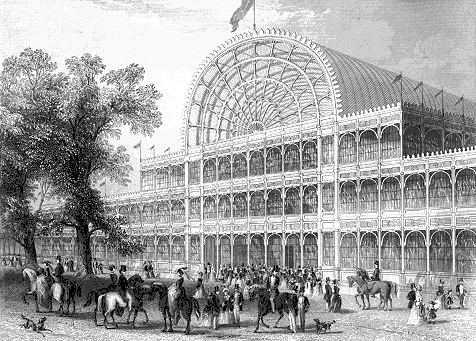
Crystal Palace

- 15 juillet : inauguration du  Göltzschtalbrücke (pont de la vallée du Göltzsch), le plus grand pont en brique du monde, réalisé par l’ingénieur allemand Johann Andreas Schubert, en Saxe.

- Le Crystal Palace est construit dans Hyde Park en vue d'accueillir l'exposition universelle de Londres. Ce bâtiment, construit par Joseph Paxton, sera déménagé en 1854 puis démoli en 1936.
- Construction d'Osborne House sur l'île de Wight au Royaume-Uni par Thomas Cubitt.
- Construction de la Dock Tower à Grimsby au Royaume-Uni.
- Fin de la construction du palais de justice de Nantes, en France, œuvre de Saint-Félix Seheult et Joseph-Fleury Chenantais.

## Événements
- Publication de la première partie de Die vier Elemente der Baukunst par Gottfried Semper.

## Récompenses
- Royal Gold Medal : Thomas Leverton Donaldson.
- Prix de Rome : Gabriel-Auguste Ancelet.

## Naissances
- Viggo Dorph-Petersen († 23 juillet 1937).

## Décès
- x